# Odette Abadi
Odette Abadi (de nacimiento Rosenstock; 24 de agosto de 1914 - 29 de julio de 1999) fue una médica francesa y miembro de la Resistencia durante la Segunda Guerra Mundial. Fue cofundadora de la Red Marcelo, que salvó a más de 500 niños judíos de la muerte durante el Holocausto.

## Primeros años y educación
Odette Rosenstock fue hija de los propietarios de una fábrica de ropa Camilo y Marta Rosenstock. Aunque nació judía, su familia no practicaba la religión judía. En secreto, Rosenstock apreciaba algunos de los principios y su origen judío, pero ocultaba sus deseos debido al movimiento nazi en Alemania. Preocupada por la injusticia y el crecimiento del nazismo, empezó a asistir a reuniones y debates cuando era adolescente. Se graduó en el instituto en 1933 y empezó a estudiar medicina.

## Carrera

### Médica e inspectora
Tras obtener el título de médico durante la guerra civil española, Rosenstock fue a los Pirineos en 1938 para acoger y rescatar a los refugiados republicanos españoles de la guerra. Regresó a París para terminar sus estudios de medicina y obtuvo un diploma en higiene-prevención. Al año siguiente, conoció a Moussa Abadi, un compañero médico, en diciembre de 1939 a través de un amigo en común. Tras la invasión nazi de Francia, su padre huyó al sur. Sin embargo, su madre y su hermana menor, Simona, fueron capturadas por los nazis antes de que pudieran reunirse con él y enviadas al campo de concentración de Auschwitz, donde ambas murieron.
Rosenstock fue nombrada Inspectora Médica de la Seguridad Social en los Centros de Evacuación de Niños de las Escuelas de la Ciudad de París, y luego Inspectora Médica de las Escuelas de Loiret en Montargis. Permaneció en estas funciones hasta octubre de 1940, cuando las leyes antijudías la obligaron a quedarse sin trabajo. Al no poder volver a su antiguo puesto, Rosenstock fue contratada como trabajadora temporal en los dispensarios judíos antes de que acabaran cerrando y luego como comadrona.

### Réseau Marcel
Durante este tiempo, Rosenstock se mantuvo en comunicación con Abadi, quien la animó a reunirse con él en Niza, adonde había huido. Para llegar a Niza, cruzó a nado el río para pasar de la Francia ocupada a la Zona Libre. A finales de noviembre de 1942, se reunió con el refugiado Moussa Abadi en Niza, y juntos recogieron a los niños abandonados tras la detención de sus padres judíos. También trabajó con su futuro marido en "Œuvre de secours aux enfants" (la obra de ayuda a los niños) y, con los recursos del obispo de Niza, fundaron la Red Marcelo, que salvó a 527 niños judíos entre 1943 y 1945, escondiéndolos en instituciones católicas. Tanto Rosenstock como Abadi obtuvieron documentos falsos que los identificaban como cristianos cuando la policía del régimen de Vichy empezó a hacer redadas de judíos. Bajo el nombre falso de Sylvia Delattre, Rosenstock actuó como asistente social de la Iglesia y se dirigió a familias protestantes, mientras que Abadi buscó conventos y escuelas católicas para esconder a los niños judíos. A través del boca a boca, los padres judíos se enteraban del Réseau Marcel y dejaban a sus hijos con la pareja antes de partir hacia los campos o intentar huir. Utilizando los recursos de la Iglesia, Rosenstock y Abadi falsificaban los certificados de bautismo y daban a los niños judíos una nueva identidad.

## Campos de concentración
El 25 de abril de 1944, Rosenstock fue detenida, interrogada y torturada por la Gestapo antes de ser deportada a los campos de concentración. Durante el interrogatorio, se negó a divulgar cualquier información, como el paradero de los niños judíos a pesar de la promesa de liberación a cambio. Tras darse cuenta de la realidad de su detención, Moussa Abadi cayó en una profunda angustia y se animó a buscar refugio en el interior del país. Sin embargo, se negó a abandonar a los niños y a menudo dormía solo en la Iglesia.
Rosenstock fue enviada primero a Auschwitz-Birkenau, donde fue nombrada médica bajo la dirección de José Mengele, aunque carecía de muchas necesidades médicas, aunque a pesar de eso intento ayudar a los prisioneros. En documentos publicados después de la guerra, reveló un protocolo desconocido hasta entonces para combatir las enfermedades contagiosas, que consistía en que cuando se descubrían individuos infectados, todo su bloque era enviado al crematorio. Posteriormente fue ser trasladada al campo de concentración de Bergen-Belsen, donde a causa de las pésimas condiciones del campo contrajo el tifus, pero logró sobrevivir. Después de que las tropas aliadas liberaran el campo en abril de 1945, Moussa Abadi recibió una nota en Niza que decía "Odette está viva".

## Vida posterior
Odette se reunió con Moussa en Niza en junio de 1945, tras haber sido repatriada. Se instalaron en París, empezando a convivir. Retomó su profesión de médica, enfocándose en el estudio sobre la tuberculosis, mientras que Moussa se convirtió en crítico de teatro. Luego trabajó como médico jefe en el laboratorio de higiene de la ciudad de París, como estrecha colaboradora del profesor Alberto Besson, entonces director general de los servicios de higiene. 
Finalmente y tras 14 años juntos, Odette y Moussa se casaron el 3 de noviembre de 1959, convirtiéndose en Odette Abadi. Durante los siguientes años vivieron privadamente y hablaron poco sobre la Red Marcelo y su trabajo durante la guerra.
Desde 1978 hasta 1994, trabajó como médica en una universidad privada para personas con dificultades auditivas llamada Cours Morvan. El reconocimiento de sus acciones durante la guerra empezó en la década de 1980, cuando fue galardonada con la Legión de Honor y la Medalla de Plata de la Academia Nacional de Medicina. El 21 de noviembre de 1989, el rabino Daniel nuevamente los casó, esta vez por el rito judío.
En 1995 publicó sus memorias Tierra de angustia. Le tomó más de cuarenta años escribir este testimonio sobre su experiencia en los campos. Ella quedará marcada para siempre por ello.

## Muerte
Moussa Abadi murió el 15 de septiembre de 1997, casi dos años después de la muerte de su marido de la cual había quedado afectada, Odette se quitó la vida el 29 de julio de 1999. Dejó una nota de suicidio dirigida a los niños que había ayudado a salvar:

A mis amigos:

Defiéndete del castigo, por favor. Sola por tanto libre, y con más de 84 años, es muy razonable acabar con mi vida. De hecho, morí al mismo tiempo que Moussa. Todavía tenía que resolver algunos problemas -ya está-, y sobre todo tener impresas o publicadas las dos últimas obras que él había escrito con todo su talento, su humor y su ternura. Seguramente durarán tanto como dure tu memoria: sabiendo esto, ya éramos felices. Sin embargo, estoy convencido de que los dos libros de los “judíos de Damasco” merecen convertirse en clásicos en su campo, y espero fervientemente que alguno de vosotros consiga darles el lugar que merecen.
Nunca hubiera podido seguir mi “programa” si algunos de ustedes no me hubieran apoyado tan maravillosamente, todos y cada uno a su manera. Quiero decirles cuánto me ayudó su presencia y su atención: las llamadas telefónicas, las cartas, las reuniones... y cuánto admiré la obstinación de mis fieles, a pesar de mi retraimiento. Un alejamiento que se explica tanto porque había perdido el sentido de mi vida y el gusto por la vida, como porque me negué a ocupar un lugar demasiado importante en tu existencia diaria y entre tus apegos, para que tu hoy no sea demasiado intrusivo.

Por eso mi último pensamiento será agradeceros infinitamente y, en nombre de la libertad, bendeciros, tanto a creyentes como a paganos, de todo corazón.

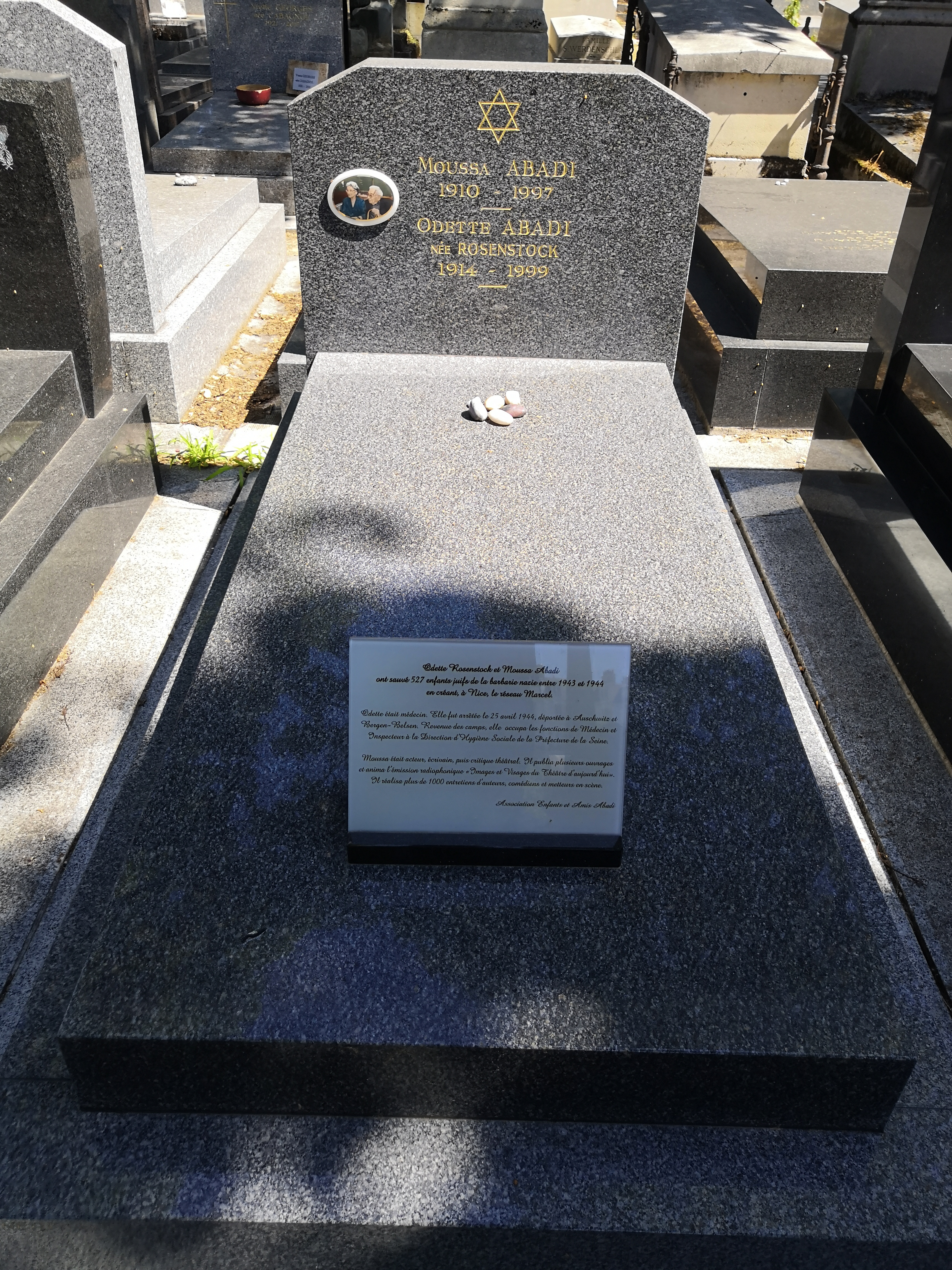
Tumba de Moussa Abadi y Odette en el Cementerio de Montparnasse de París.

## Legado
Una de los niños judíos que el matrimonio rescató fundó la asociación Los infantes de Amis Abadi el 4 de mayo del 2000. Su objetivo es reunir a las niños escondidos por la pareja y preservar su memoria.
En 2008, una plaza de París recibió el nombre de "Plaza Moussa y Odette Abadi" en homenaje a su labor. El 28 de octubre de 2017 se inauguró en Niza la "Plaza Odette y Moussa Abadi" también en reconocimiento a su labor.